# NK Čakovec

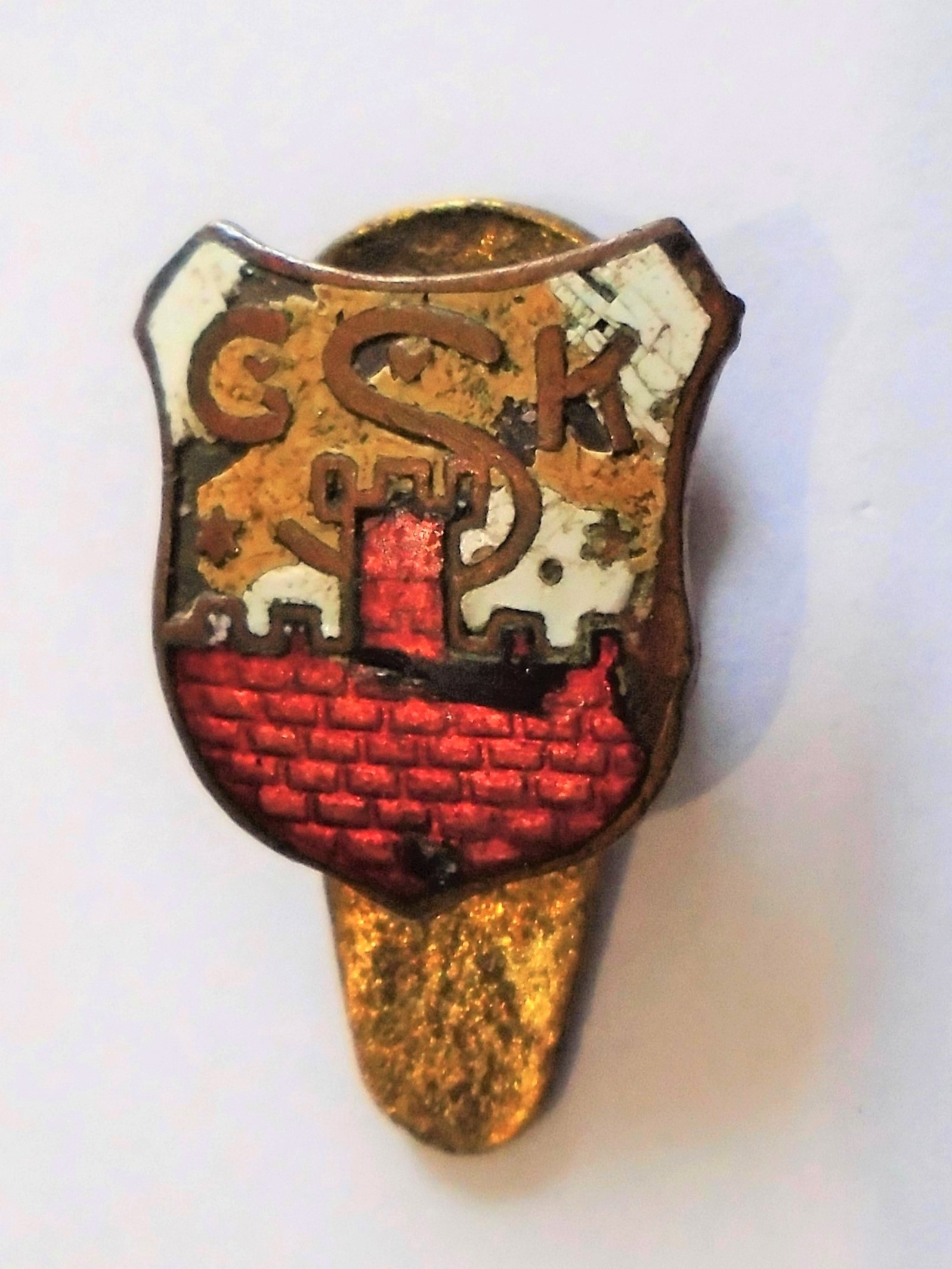
Logo des NK Čakovec aus den 1920ern

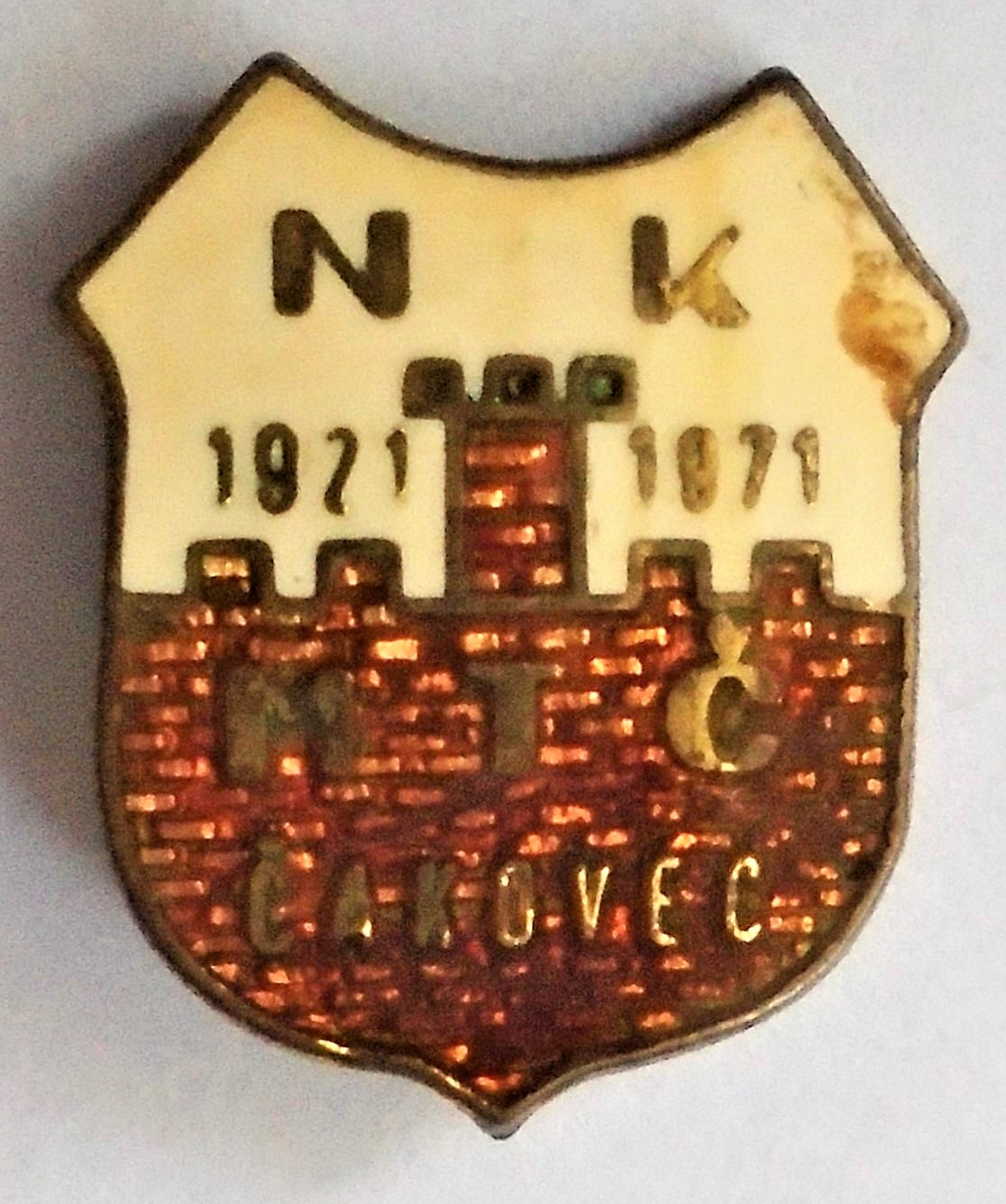
Logo von MTČ Čakovec aus 1971

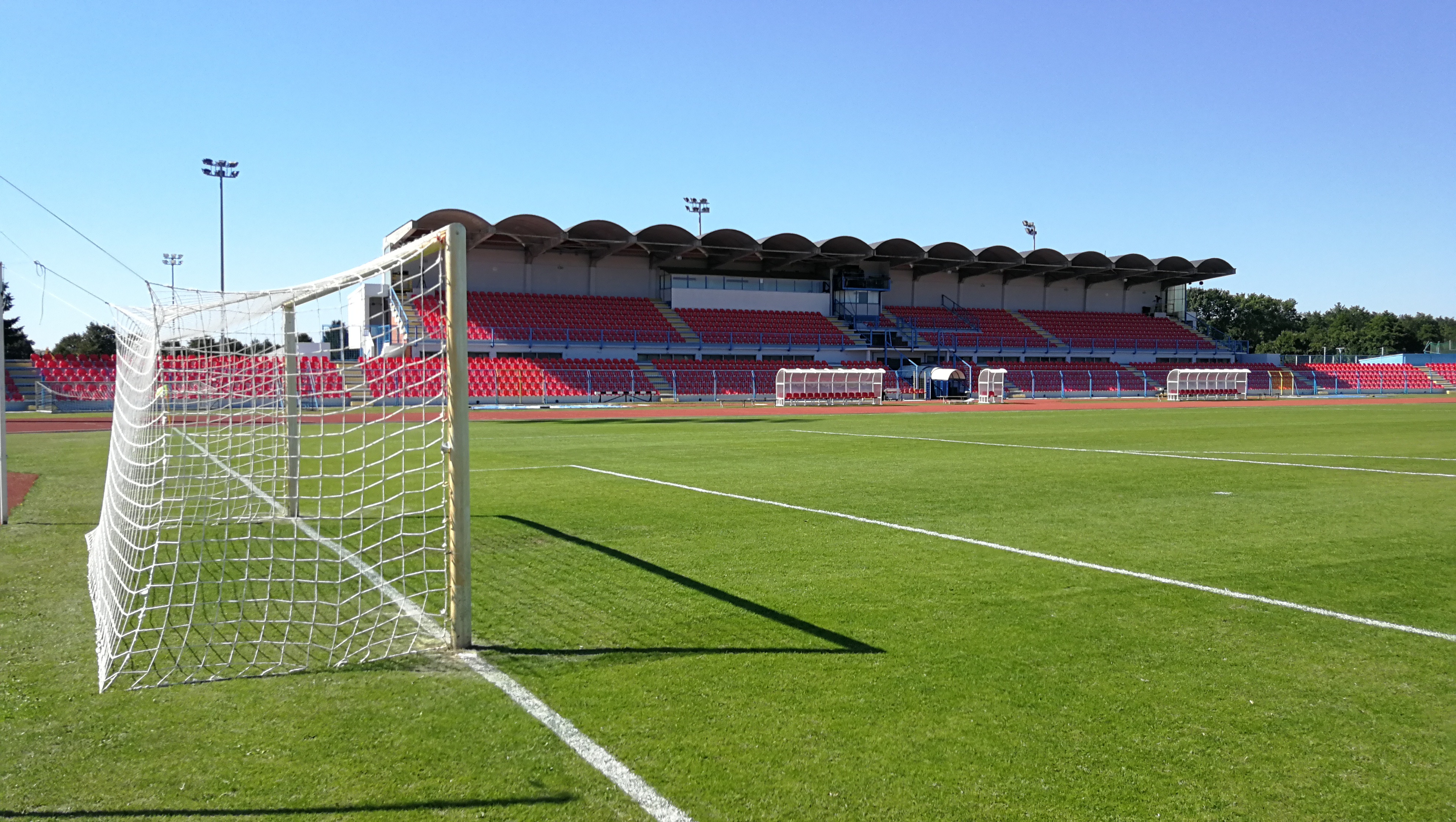
Stadion des NK Čakovec (2020)

NK Čakovec ist ein kroatischer Fußballverein aus der im Norden gelegenen Stadt Čakovec.

## Geschichte
Gegründet wurde der Verein 1920 unter dem Namen Čakovečki športski klub (kurz ČŠK). Später spielte er auch unter den Namen Jedinstvo Čakovec und MTČ Čakovec, da er damals von einem lokalen Textilunternehmen namens „MTČ“ gesponsert wurde. Anfang der 1990er übernahm der Verein dann seinen jetzigen Namen. Mitte der 1990er trug der Verein auch einige Spielzeiten den Namen NK Čakovec Union, da er von einer lokalen Konditorei namens „Union“ gesponsert wurde.
2000 schaffte NK Čakovec den Aufstieg in die 1. Liga, konnte dort aber nur zwei Spielzeiten lang mitspielen und stieg am Ende der Saison 2001/02 wieder in die 2. Liga ab. Nach finanziellen Schwierigkeiten und dem sportlichen Abstieg übernahm 2003 der neu gegründete Verein Međimurje Čakovec einen großen Teil der Mannschaft und spielte 2004 bis 2008 in der höchsten kroatischen Klasse. 2007 stieg NK Čakovec sogar in die 3. Liga ab, in der er bis heute spielt.

## Stadion
Das Stadion Mladost wird zusammen mit dem Stadtrivalen Međimurje Čakovec genutzt. Es fasst 6.000 Plätze und hat einen Naturrasenplatz, welcher von einer Aschenbahn umringt ist. Ringsum ist ein Erdwall aufgeschüttet, welcher zugleich als Hochwasserschutz und als Naturtribüne dient. Leichte Modernisierungsmaßnahmen vor allem im Pressebereich und den Kabinen sind vonnöten, um die neuen Auflagen des kroatischen Fußballbundes für die zweite Liga zu erfüllen. Diese Auflagen richten sich seit dem Jahr 2006 nach denen der UEFA.

## Spieler
- Srećko Bogdan (1973–1974)
- Robert Jarni (197?–1986; Jugend)
- Danijel Štefulj (1991)